# Macculloch Glacier
Macculloch Glacier är en glaciär i Kanada.   Den ligger i territoriet Nunavut, i den nordöstra delen av landet, 3 000 km norr om huvudstaden Ottawa. Macculloch Glacier ligger 523 meter över havet.
Terrängen runt Macculloch Glacier är kuperad. Trakten runt Macculloch Glacier är nära nog obefolkad, med mindre än två invånare per kvadratkilometer.. Det finns inga samhällen i närheten.
Trakten runt Macculloch Glacier är permanent täckt av is och snö.